# Al-Mubattan
Al-Mubattan (arab. المبطن) – wieś w Syrii, w muhafazie Hama. W 2004 roku liczyła 400 mieszkańców.